# Reikosiella melina
Reikosiella melina is een vliesvleugelig insect uit de familie Eupelmidae. De wetenschappelijke naam is voor het eerst geldig gepubliceerd in 1969 door Yoshimoto.